# Zombie Birdhouse
Zombie Birdhouse je sólové studiové album amerického zpěváka Iggyho Popa. Vydáno bylo v září roku 1982 společností Animal. Jeho nahrávání probíhalo v červnu toho roku ve studiu Blank Tape Studios v New Yorku. Producentem byl Chris Stein ze skupiny Blondie, který na desce rovněž hrál. Na bicí na albu hrál další člen skupiny Blondie, Clem Burke.

## Seznam skladeb
| Pořadí | Název                        | Autor                | Délka |
| ------ | ---------------------------- | -------------------- | ----- |
| 1.     | Run Like a Villain           | Iggy Pop, Rob Duprey | 3:00  |
| 2.     | The Villagers                | Pop, Duprey          | 3:46  |
| 3.     | Angry Hills                  | Pop, Duprey          | 2:55  |
| 4.     | Life of Work                 | Pop, Duprey          | 3:44  |
| 5.     | The Ballad of Cookie McBride | Pop, Duprey          | 2:58  |
| 6.     | Ordinary Bummer              | Pop                  | 2:40  |
| 7.     | Eat or Be Eaten              | Pop, Duprey          | 3:14  |
| 8.     | Bulldozer                    | Pop, Duprey          | 2:16  |
| 9.     | Platonic                     | Pop, Duprey          | 2:39  |
| 10.    | The Horse Song               | Pop, Duprey          | 2:57  |
| 11.    | Watching the News            | Pop, Duprey          | 4:10  |
| 12.    | Street Crazies               | Pop                  | 3:53  |

## Obsazení
- Iggy Pop – zpěv
- Rob Duprey – kytara, klávesy, doprovodné vokály
- Chris Stein – baskytara
- Clem Burke – bicí, perkuse